# Twelve (Patti Smith)
Twelve è il decimo album della cantautrice statunitense Patti Smith. Pubblicato il 24 aprile 2007, è composto (come suggerisce il titolo dell'album) da 12 tracce, tutte cover di vari artisti, da Jimi Hendrix ai Nirvana. La cantautrice ha scelto i brani considerando l'influenza che questi hanno avuto nel corso del suo excursus musicale.
L'uscita dell'album è stata accompagnata da un EP intitolato Two More, contenente due brani non compresi nell'album: Perfect Day di Lou Reed e Here I Dreamt I Was an Architect dei The Decemberists.

## Tracce
1. Are You Experienced – 4:46 (The Jimi Hendrix Experience)
2. Everybody Wants to Rule the World – 4:07 (Tears for Fears)
3. Helpless – 4:02 (Neil Young)
4. Gimme Shelter – 5:01 (The Rolling Stones)
5. Within You Without You – 4:51 (The Beatles)
6. White Rabbit – 3:54 (Jefferson Airplane)
7. Changing of the Guards – 5:48 (Bob Dylan)
8. The Boy In The Bubble – 4:30 (Paul Simon)
9. Soul Kitchen – 3:45 (The Doors)
10. Smells Like Teen Spirit – 6:31 (Nirvana)
11. Midnight Rider – 4:02 (The Allman Brothers Band)
12. Pastime Paradise – 5:26 (Stevie Wonder)

## Musicisti
- Patti Smith - Voce, Clarinetto
- Lenny Kaye - Chitarra
- Jay Dee Daugherty - Batteria, Percussioni
- Tony Shanahan - Basso, Tastiere, Voce